# Лоренц Фріз
Лоренц Фріз (нім. Lorenz Fries;  1489-1550)  — німецький географ та картограф.

## Біографія
Проілюстрував  Страсбурзькі видання «Географії» Птолемея (1522, 1525, 1535, 1541 рр.). Чотири страсбурзькі видання «Географії» відрізнялися від попередніх тим, що вони мали окрему частину, присвячену tabulae modernae. Видання Мартіна Вальдземюллера 1513 і 1520 років містили 20 сучасних карт; у виданнях Лоренца Фріса 1522 і 1525 років було 23 сучасні карти. Останні два видання надрукував Йоганнес Грюнінгер. До видання 1525 р. Фріс готує нові карти Південно-Східної Азії та Ост-Індії, Китаю та світу, але географія цих карт походить від карти світу Вальдзеемюллера 1507 року. Видання  1522 року є дуже рідкісним, що свідчить про те, що робота не мала комерційного успіху. Починаючи з видання 1525 р. текст «Географії». Птолемея був поданий в новому латинському перекладі, здійсненому відомим гуманістом-істориком Віллібальдом Піркгаймером (Willibald Pirckheimer; 1470-1530) .

## Карти України

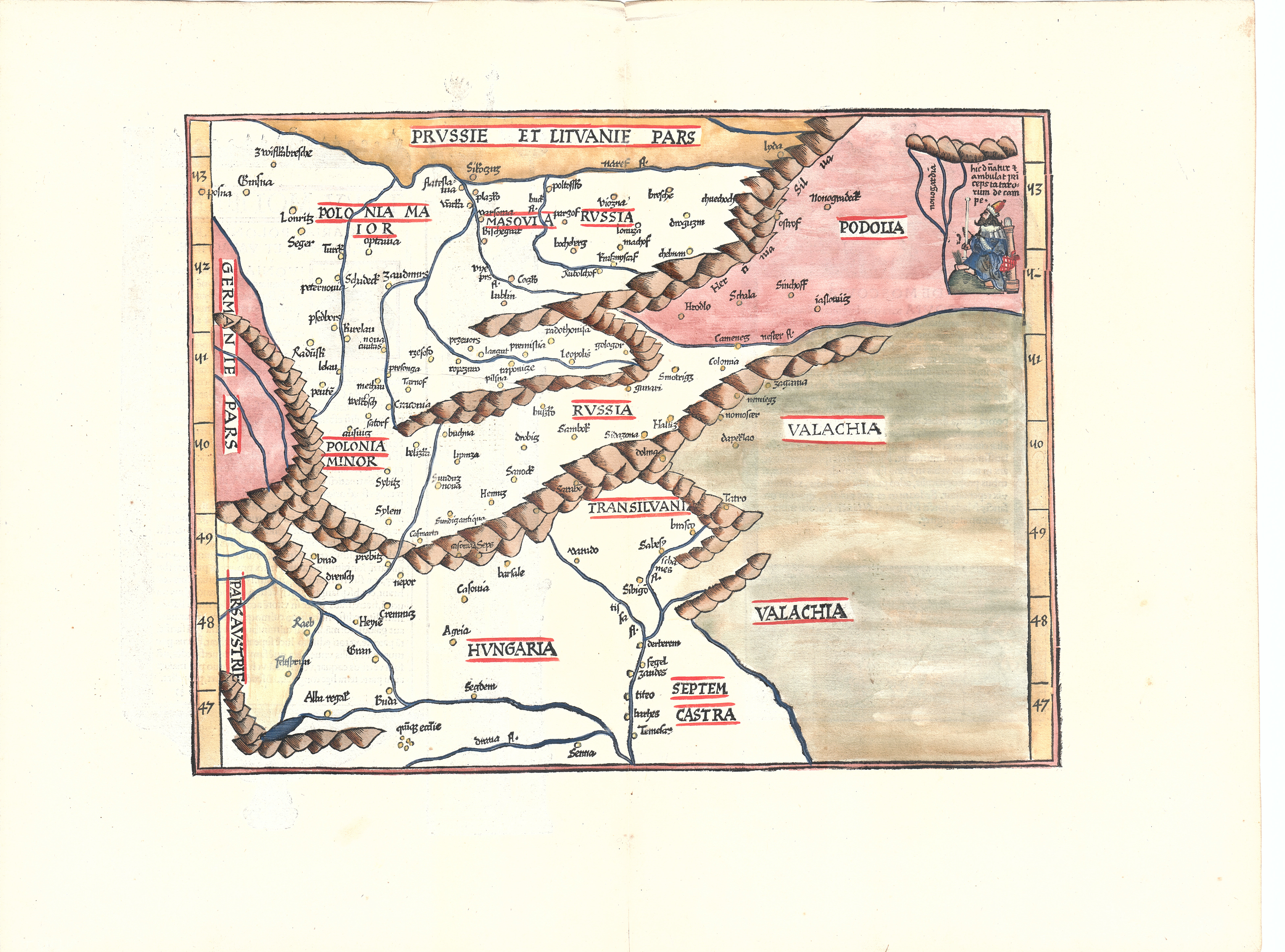
Ранньомодерна карта (1525 рік) західноукраїнських земель

1522 р. “Tabula nova Polonia, Ungariae, & Russiǽ” (Нова карта Польщі, Угорщини та Русі), яка була поміщена в Страсбурзькому виданні, є поєднанням картографії Птолемея з новими політико-географічними даними епохи. Західна Україна позначена як Русь (Russia), включаючи Галичину, Холмщину та Берестейщину; центральноукраїнські землі – Поділля (Podolia). Це одне з перших джерел, де західноукраїнські землі позначені як «Русь» (Russia). На карті позначено м. Львів. Серед українських міст: Colomіa (Коломия), Саmenez (Кам'янець), Premiflia (Перемишль), Halliz (Галич), Busco (Буськ), Gologor (Гологори) та ін. Картографічна неточність – Карпатські гори надруковані перевернутими..